# Aurea trogon
Aurea trogon är en fjärilsart som beskrevs av William Lucas Distant 1884. Aurea trogon ingår i släktet Aurea och familjen juvelvingar. Inga underarter finns listade i Catalogue of Life.